# 年少日記
《年少日記》是2023年香港劇情片，由卓亦謙執導，爾冬陞監製。「首部劇情電影計劃」第五屆大專組得獎作品，香港電影發展局電影發展基金與創意香港資助，拍攝成本325萬港元，發行商為MM2香港。由盧鎮業及鄭中基領銜主演，其他主演包括陳漢娜，韋羅莎，黃梓樂，何珀廉，吳冰，周漢寧，戴玉麒，歸綽嶢，邵美君，梁祖堯，麥芷誼，陳苡臻，陳湛文，梁雍婷。2023年10月4日公佈最新電影海報，並宣布11月16日於香港正式上映。
本片為香港2023年港產電影票房第二名（HKD$23,456,482）及豆瓣2023年用戶最高評分華語電影（8.5分）。

## 故事簡介
課室中發現一封沒有署名的遺書，讓中學老師鄭Sir（盧鎮業飾）想起充滿暴力與遺憾的童年往事。而在同時，鄭Sir與妻子（陳漢娜飾）的婚姻出現了危機，已然疏遠的父親（鄭中基飾）的病危，在這些壓力之下，他必須與時間賽跑，找出試圖輕生的學生阻止悲劇的發生。

## 演員表
| 演員   | 角色              | 角色              | 簡介 |
| 盧鎮業 | 鄭有俊（鄭Sir）   | 成年              | 中學教師，得悉課室中出現一封沒署名的遺書，決意找出作者，過程中想起小時候的回憶 |
| 何珀廉 | 鄭有俊（鄭Sir）   | 童年              | 鄭自雄與鄭黎嘉欣幼子，鄭有傑弟弟，成績優異、擅長演奏鋼琴的九歲男孩 |
| 戴玉麒 | 鄭有俊（鄭Sir）   | 少年              | 性情沉靜寡言，與家人關係疏離的少年 |
| 鄭中基 | 鄭自雄            | 鄭自雄            | 資深大律師，鄭有傑與鄭有俊父親，鄭黎嘉欣丈夫，後離婚，精英主義、性格暴躁的嚴父，後期患上重病且自身後悔對待鄭有傑，最终病逝 是造成鄭有傑自殺的元兇                                                    |
| 韋羅莎 | 鄭黎嘉欣（Heidi） | 鄭黎嘉欣（Heidi） | 鄭自雄妻子，年輕時代已婚，鄭有傑與鄭有俊母親，鄭有傑自殺後離婚 |
| 黃梓樂 | 鄭有傑（Eli）     | 鄭有傑（Eli）     | 鄭自雄與鄭黎嘉欣長子，鄭有俊長兄，本個性乖巧的十歲男孩，喜歡為玩偶配音，但讀書成績一直差劣乃至需要留級，因而被鄭自雄責罵及虐打，最後看透了父母將孩子當作炫耀資本的貪婪本性，忍受不住壓力跳楼自殺身亡 |
| 陳漢娜 | 林雪兒            | 成年              | 鄭有俊之前妻，性格樂天溫柔的配音員 |
| 歸綽嶢 | 林雪兒            | 少年              | 喜歡對肥河馬公仔自言自語的少女 |
| 周漢寧 | Vincent（梵高）   | Vincent（梵高）   | 鄭有俊之學生，患有弱聽，常被同學欺凌，因為似畫家梵高失聰，所以花名叫「蛋糕」 |
| 吳冰   | 黃家怡（班長）    | 黃家怡（班長）    | 班長，鄭有俊之學生，常為他通風信報；聲稱因月事而不願上體育課，實際原因是怕暴露鎅手疤痕 |
| 邵美君 | Helana（蝦姐）    | Helana（蝦姐）    | 學校社工 |
| 梁祖堯 | 副校長            | 副校長            | 鄭Sir上司，自大凉薄的副校長 |
| 麥芷誼 | Miss Leung        | Miss Leung        | 鄭有傑、鄭有俊之班主任 |
| 陳苡臻 | Miss Chan         | Miss Chan         | 鄭有傑之第一任鋼琴老師，對他教導寬鬆，少有對他真心關懷的人 |
| 陳湛文 | Simon             | Simon             | 鄭有傑之第二任鋼琴老師，對他教導嚴格，但當他冀望上一任鋼琴老師重新教導時就更認為學習鋼琴是不能急迫直追                                                                                               |
| 梁雍婷 | Zoey              | Zoey              | 鄭自雄之秘書 |
|        | 謝永滔            | 謝永滔            | 漫畫家，《Pirate》作者，鄭有傑之偶像，後自殺身亡，對鄭有傑沉重打擊 |

## 製作
導演卓亦謙本片劇本從2015年有框架，2018年初稿，本片從拍攝只用了19天。

## 發行
獲選為第20屆香港亞洲電影節開幕電影、第36屆東京國際電影節世界焦點單元參展電影、豆瓣2024年最值得期待華語電影第三名，並獲得Line Today HK Golden Brown Awards 2023年度用戶票選獎；
提名第25屆上海國際電影節亞洲新人獎之最佳電影及最佳導演；
提名第17屆亞洲電影大獎3個獎項，包括最佳男配角、最佳新導演及最佳剪接；
演員黃梓樂提名2023年度香港電影編劇家協會大獎之年度最佳電影角色獎；
提名第60屆金馬獎5個獎項，包括最佳劇情片、最佳男配角、最佳新導演、最佳原著劇本及最佳剪輯，最終獲得最佳新導演獎及金馬獎觀眾票選最佳影片。

## 票房
上映第二週奪一週票房冠軍。
| 上一届： 《白日之下》 | 2023年香港一週票房冠軍 第47-48週 | 下一届： 不適用   |
| 上一届： 不適用       | 2023年香港週末票房冠軍 第48-49週 | 下一届： 《旺卡》 |

## 獎項
第60屆金馬奬「觀眾票選最佳影片」獎邀請483位年滿18歲的觀眾投選，參加者於連續兩天內觀映五部入圍最佳劇情片作品，包括《年少日記》、《石門》、《疫起》、《五月雪》及《關於我和鬼變成家人的那件事》，最後《年少日記》被觀眾票選為五部作品中的最佳作品。
| 年份 | 頒獎典禮                         | 獎項                   | 入圍者                               | 結果 |
| ---- | -------------------------------- | ---------------------- | ------------------------------------ | ---- |
| 2023 | 第25屆上海國際電影節             | 亚洲新人单元 最佳電影  | 《年少日記》                         | 提名 |
| 2023 | 第25屆上海國際電影節             | 亚洲新人单元 最佳導演  | 卓亦謙                               | 提名 |
| 2023 | 第60屆金馬獎                     | 最佳劇情片             | 《年少日記》                         | 提名 |
| 2023 | 第60屆金馬獎                     | 最佳男配角             | 黃梓樂                               | 提名 |
| 2023 | 第60屆金馬獎                     | 最佳新導演             | 卓亦謙                               | 獲獎 |
| 2023 | 第60屆金馬獎                     | 最佳原著劇本           | 卓亦謙                               | 提名 |
| 2023 | 第60屆金馬獎                     | 最佳剪輯               | 陳曉進、卓亦謙                       | 提名 |
| 2023 | 第60屆金馬獎                     | 觀眾票選最佳影片       | 《年少日記》                         | 獲獎 |
| 2024 | 第30屆香港電影評論學會大獎       | 最佳電影               | 《年少日記》                         | 提名 |
| 2024 | 第30屆香港電影評論學會大獎       | 最佳導演               | 卓亦謙                               | 提名 |
| 2024 | 第30屆香港電影評論學會大獎       | 最佳編劇               | 卓亦謙                               | 提名 |
| 2024 | 第30屆香港電影評論學會大獎       | 最佳男演員             | 黃梓樂                               | 提名 |
| 2024 | 第30屆香港電影評論學會大獎       | 推薦電影               | 《年少日記》                         | 獲獎 |
| 2024 | Golden BROWN Awards 2023         | Golden BROWN Awards    | 《年少日記》                         | 獲獎 |
| 2024 | 第17屆亞洲電影大獎               | 最佳男配角             | 黃梓樂                               | 提名 |
| 2024 | 第17屆亞洲電影大獎               | 最佳新導演             | 卓亦謙                               | 獲獎 |
| 2024 | 第17屆亞洲電影大獎               | 最佳剪接               | 卓亦謙、陳曉進                       | 提名 |
| 2024 | 香港電影編劇家協會大獎           | 年度最佳電影角色獎     | 黃梓樂、卓亦謙                       | 提名 |
| 2024 | 香港電影導演會年度大獎           | 新晉導演獎             | 卓亦謙                               | 獲獎 |
| 2024 | 第2屆香港網絡影評人HIGHLIGHT大獎 | 最HIGHLIGHT電影        | 《年少日記》                         | 獲獎 |
| 2024 | 第2屆香港網絡影評人HIGHLIGHT大獎 | 最HIGHLIGHT導演        | 卓亦謙                               | 獲獎 |
| 2024 | 第2屆香港網絡影評人HIGHLIGHT大獎 | 最HIGHLIGHT劇本        | 卓亦謙                               | 獲獎 |
| 2024 | 第2屆香港網絡影評人HIGHLIGHT大獎 | 最HIGHLIGHT新導演      | 卓亦謙                               | 獲獎 |
| 2024 | 第15屆青年電影手冊               | 年度華語十佳影片名單   | 《年少日記》                         | 獲獎 |
| 2024 | 第15屆青年電影手冊               | 年度導演               | 卓亦謙                               | 獲獎 |
| 2024 | 第42屆香港電影金像獎             | 最佳電影               | 《年少日記》                         | 提名 |
| 2024 | 第42屆香港電影金像獎             | 最佳導演               | 卓亦謙                               | 提名 |
| 2024 | 第42屆香港電影金像獎             | 最佳編劇               | 卓亦謙                               | 提名 |
| 2024 | 第42屆香港電影金像獎             | 最佳男主角             | 盧鎮業                               | 提名 |
| 2024 | 第42屆香港電影金像獎             | 最佳男配角             | 黃梓樂                               | 提名 |
| 2024 | 第42屆香港電影金像獎             | 最佳女配角             | 韋羅莎                               | 提名 |
| 2024 | 第42屆香港電影金像獎             | 最佳新演員             | 何珀廉                               | 提名 |
| 2024 | 第42屆香港電影金像獎             | 最佳攝影               | 流星                                 | 提名 |
| 2024 | 第42屆香港電影金像獎             | 最佳剪接               | 陳曉進、卓亦謙                       | 提名 |
| 2024 | 第42屆香港電影金像獎             | 最佳美術指導           | 張蚊                                 | 提名 |
| 2024 | 第42屆香港電影金像獎             | 最佳原創電影音樂       | 區樂恆、廖頴琛、張戩仁               | 提名 |
| 2024 | 第42屆香港電影金像獎             | 新晉導演               | 卓亦謙                               | 獲獎 |
| 2024 | 烏甸尼遠東電影節                 | 最受觀眾歡迎水晶桑樹獎 | 《年少日記》                         | 獲獎 |
| 2024 | 第46屆華語電影金鳶獎             | 最佳電影               | 《年少日記》                         | 提名 |
| 2024 | 第46屆華語電影金鳶獎             | 最佳導演               | 卓亦謙                               | 提名 |
| 2024 | 第46屆華語電影金鳶獎             | 最佳編劇               | 卓亦謙                               | 提名 |
| 2024 | 第46屆華語電影金鳶獎             | 最佳男配角             | 黃梓樂                               | 提名 |
| 2024 | 第46屆華語電影金鳶獎             | 最佳女配角             | 韋羅莎                               | 提名 |
| 2024 | 第46屆華語電影金鳶獎             | 最佳新導演             | 卓亦謙                               | 提名 |
| 2024 | 第46屆華語電影金鳶獎             | 最佳配樂               | 區樂恆、廖頴琛、張戩仁               | 提名 |
| 2024 | 第46屆華語電影金鳶獎             | 最佳原創電影歌曲       | 廖頴琛、留香瓊、區樂恆、張戩仁、可立 | 提名 |

## 備註
1. ↑  截至2024年5月2日
2. ↑  截至2023年12月25日
3. ↑  截至2024年12月29日

## 外部連結
- 年少日記的Facebook專頁
- 年少日記的Instagram帳戶
- 香港影庫上《年少日記》的資料（繁體中文）
- 豆瓣电影上《年少日記》的資料 （简体中文）
- 互联网电影数据库（IMDb）上《年少日記》的资料（英文）